# Драго Дедић
Драго Дедић (Орахово, 13. март 1937) српски је самоуки сликар и графичар који живи у Паризу.

## Биографија
Студирао је на Електротехничком факултету у Титограду и Факултету политичких наука у Београду. Отишао је у Француску 1967. године. Од 1971. у потпуности се посветио уметности. Први пут је излагао 1973. године на групној изложби у галерији „Ламберт” у Паризу.

## Уметнички стил
Драго Дедић је тематски везан за људске и животињске фигуре.  Његово антропоцентрично сликарство заснива се на социокултурној антропологији родног краја, где се мешају легенда и стварност, снови и предање (Гојкова жена, 1979; Кров тајних простора, 1980; Моја мајка, 1991).

## Самосталне изложбе
- Париз (1975, 1977, 1980, 1987 – две, 1989 – две, 1992 – две, 1993 – три, 1999, 2000, 2007);
- Митри-Мори (Mitry-Mory), Француска (1974);
- Тиват, Херцег Нови (1978);
- Лондон (1984, 1986);
- Екс ан Прованс, Француска (1986);
- Саинт-Враин, Француска (1992);
- Сарбрикен, Немачка (1998);
- Бар, Тиват, Будва, Херцег Нови, Игало (1999);
- Подгорица (1999/2000).

## Групне изложбе
- Француска,
- Црна Гора,
- Тајван,
- Кина,
- Србија,
- Португалија,
- Либан,
- Јужна Кореја,
- Шпанија,
- Русија,
- Италија,
- Енглеска,
- Белгија.

## Награде и признања
- Специјална награда за сликарство, Брешан, Француска (1977);
- Специјална награда у Авињонском салону;
- Награда Генералног савета, Брешан, Француска (1978);
- Награда на Канском фестивалу (1979);
- Сребрна медаља за сликарство, Међународна академија Лутеције, Париз (1979);
- Сребрна медаља, Међународна изложба уметности, Њујорк (1980);
- "Médaille de Vermeil", Међународна изложба уметности, Њујорк (1983);
- Велика награда на Међународном такмичењу пластичних уметности, Тулуз (1985);
- Награда "L’exhibition Honoris Cosa Summer’s", Лондон (1985);
- Награда "Марин", Јесењи салон, Париз (1997);
- Сребрна медаља, удружење „Mérite et Dévouement Français“, Париз (1998).